# Bijakovac
Bijakovac je naselje v občini Kozarska Dubica, Bosna in Hercegovina. 

## Deli naselja
Babića Kosa, Bijakovac, Jankovića Kosa, Kablovska, Rijeka in Tramošljani.

## Prebivalstvo
| Pregled števila prebivalcev po letih | Pregled števila prebivalcev po letih | Pregled števila prebivalcev po letih | Pregled števila prebivalcev po letih | Pregled števila prebivalcev po letih | Pregled števila prebivalcev po letih |
| ------------------------------------ | ------------------------------------ | ------------------------------------ | ------------------------------------ | ------------------------------------ | ------------------------------------ |
| 1948                                 | 1953                                 | 1961                                 | 1971                                 | 1981                                 | 1991                                 |
| -                                    | -                                    | -                                    | 336                                  | 314                                  | 224                                  |

| Narodna sestava prebivalstva po letih                                                                                    | Narodna sestava prebivalstva po letih                                                                                      | Narodna sestava prebivalstva po letih                                                                                      |
| --- | --- | --- |
| 1971 | 1981 | 1991 |
| . skupaj: 336 Srbi 336 (100 %) Hrvati 0 (0,00 %) Muslimani 0 (0,00 %) Jugoslovani 0 (0,00 %) drugi in neznano 0 (0,00 %) | . skupaj: 314 Srbi 307 (97,77 %) Hrvati 2 (0,63 %) Muslimani 0 (0,00 %) Jugoslovani 4 (1,27 %) drugi in neznano 1 (0,31 %) | . skupaj: 224 Srbi 218 (97,32 %) Hrvati 2 (0,89 %) Muslimani 0 (0,00 %) Jugoslovani 2 (0,89 %) drugi in neznano 2 (0,89 %) |